# 南海1251形電車
南海1251形電車（なんかい1251がたでんしゃ）は、南海電気鉄道に在籍した電車の1形式である。正式にはモハ1251形と称した。本稿では本形式をはじめとする15m標準車について述べる。

## 概要
昭和初期、南海においては1907年（明治40年）を製造初年とする電第壱号形（電1形）をはじめとする電車草創期の木造車がまだ健在であった。しかし車体の老朽化が著しくなっていたため、鋼体化名義で半鋼製の新造車両に代替することになった。ただし台車・主電動機は元の木造車のものを流用したため、台車にかかる心皿荷重や主電動機出力を考慮して車体長は15m級の小形のものとした。こうして製作されたモハ121形を嚆矢とする15m級車体の車両は、急曲線が連続する高野線の山岳区間走行に適しており、また車体重量を低く抑えられることから古い木造車の台車の再利用にも適合するため、そののち戦後まで長期にわたって多く製作され15m標準車と呼ばれるグループを形成した。

## 車体
15m標準車の車体は、製作時期によって大きく3種類に分けられる。ここでは便宜上、仮に初期型・戦前型・戦後型として区分する。

### 初期型
1931年に窓配置dD(1)3(1)D4(1)D1（d：乗務員扉、D：客用扉、(1)：戸袋窓）として藤永田造船所で鋼製車体を新造したクハユニ505形を原型とした車体で、同じく1931年に製作されたモハ121形等が該当する。モハ2001形の「昭和5年型」を15m級に縮めたようなスタイルであった。クハユニ505形と異なる点は、扉部が1段ステップ内蔵となって引き下げられ、窓配置がd1(1)D7D(1)1dとなったことである。前面の水切は緩く円弧を描き、中央に貫通扉を配した半流線型の3枚窓構成、側窓は2段上昇式で上下段の窓寸法は同一であった。このグループは1933年までに20両が製作されたが戦災等で数を減らし、戦後も在籍したものは10両であった。

### 戦前型
1938年に製作されたモハ1251形1次車以降が該当する。モハ2001形の「昭和11年型」やこれに続くモハ1201形の1937年製グループを15m級に縮めたようなスタイルであった。窓配置はd1(1)D6D(1)1d、前面幕板部左右に押し込み型通風器がついて水切は直線状、中央に貫通扉を配した3枚窓構成、側窓は2段上昇式で初期型に比べて上下左右とも寸法が拡大された。また上段よりも下段の方が縦寸法が長くなった。窓が大きくなったため初期型よりも軽快感が増した。窓の日除けがモハ1201形1937年製グループに準じてカーテンではなくベネシアンブラインドとなったのも、このグループの大きな特徴の一つである。このタイプは1940年までに14両製作されたが、戦災で数を減らし、戦後まで原形を保って在籍していたものは8両に留まった。前面幕板部の通風器は雨水の浸入による腐食の原因となったことから、戦後まもなく撤去された。なお1939年以降製作の6両は前面幕板部の通風器が最初から未装備で竣工している。

### 戦後型
1948年・1949年に製作されたグループである。同時期製作のモハ2001形やモハ1201形と同様に側窓が1段下降式になったのが特徴である。窓配置はd2D7D2d、前面の水切は直線状、中央に貫通扉を配した3枚窓構成、側窓は上下寸法が初期型よりも小さく軽快感に欠けた。このタイプは47両も製作されたが、すべて戦災または事故復旧名義であった。

## 主要機器
15m標準車は当初木造車の鋼体化改造という名目でスタートし、その後高野線大運転用としての新造が続いたため、多種多様な機器が搭載されているのが特徴である。

### 主電動機
以下の各種が使用された。いずれも吊り掛け駆動である。
- WH-101-H / ウェスティングハウス・エレクトリック(WH)

端子電圧600V時定格出力37kW。元来は電1形の装備品で、同形式の電装解除や主電動機換装などで予備品が天下茶屋工場に大量に備蓄されていたものが使用されている。もっとも、1基あたり50馬力では重い鋼製車体を備える車両に装着するには、出力不足は否めず、後の大改番でモハ501形となったこのモーターを装備する車両群は、いずれも大出力モーターへの換装、あるいは電装解除による制御車化が早期に実施されている。
- WH-558-J6 / WH

端子電圧600V時定格出力75kW。本来は電7系用として高定格回転数仕様のモーターが求められたために採用された機種で、15m標準車には予備品の玉突き転用の過程でモハ1261→モハ1021の1両にのみ装着された。
- GE-244-A / ゼネラル・エレクトリック(GE)

端子電圧600V時定格出力78kW。本来は端子電圧675V時定格出力85kW/890rpmとして設計されており、日本では最終的にモハ1形に統合された1914年以降製作の鉄道省制式電車各種にMT4として制式採用されたことで知られる。
- MB-146-SFR・-TF / 三菱電機

いずれも端子電圧750V時定格出力93.3kW、定格回転数750rpm。三菱電機の提携先であるWH社のWH-556-J6（端子電圧750V時定格出力74.6kW、定格回転数985rpm）を基本として設計されたとされるが、ブラシ部分の設計がクリティカルになる高定格回転数低トルク仕様を避けて、それとは正反対の低定格回転数強トルク仕様に設計変更されており、原設計とは全くの別物として完成した。この電動機はそのトルク重視の仕様が買われて勾配線である高野線向け大運転車であるモハ1251形より導入が開始され、端子電圧750V仕様で設計されていて熱耐性が高く端子電圧600Vでも限流値を引き上げて実質90kW≒120馬力での使用が可能であったことから、18m級のモハ1201形にも大量採用されるなど一時は南海の標準電動機として重用された。

### 制御器
以下の各種が使用され、平坦線用のPC系と高野線大運転用のAUR系に大別される。
- PC-14-A / GE

GE社のベストセラー間接制御器として知られるMコントロールの後継機種であり、電空カム軸式の自動進段機構を備える。
- RPC-54-A / 東芝

GE社の日本における提携先である東芝が製造した、PC系電空カム軸式制御器の模倣品であり、PC-14-Aとは制御線が共通設計で混用が可能であった。
- AUR-11 / 東洋電機製造

乗り入れ先である高野山電気鉄道のデ101形・デニ501形で実績のあったドイツ・AEG社製AUR制御器を国産化したものであり、電力回生制動機能を備える。
- AUR-17-N / 東洋電機製造

AUR-11を多段化して乗り心地の改善を図ったもので、当初は新造品が採用されたが、その後既存のAUR-11を改造してこれと同一仕様とする工事が実施された。

### 台車
以下の各種が装着された。
- Brill 27-GE-1 / J.G.Brill

元来は電1形用。ホイルベースが短く主電動機が外吊り式で高速運転時にピッチング現象が発生しやすいという欠点があったため、早期に電装解除されて制御車用とされた。
- Brill 27-E1 1/2 / J.G.Brill

元来は電2形用として製造されたものであるが、電2形自体制御器の不調から早期に電装解除されて電付8形となっており、鋼体化後も制御車用として使用された。
- Brill 27-MCB-2 / J.G.Brill

電3・4・6・7形の各形式に採用された、ブリル社を代表する傑作台車の一つである。一体鍛造の強靱な側枠を備え、その乗り心地の良さから各社で賞揚され、南海でも転用を重ねつつ昇圧直前まで愛用された。
- BW 86-35-A / ボールドウィン

電7系用台車の転用品で、半月状のイコライザーが外観上の特徴である。乗り心地が良く、電7系由来の各車の淘汰後、Brill 27-E1 1/2やBrill 27-GE-1の置き換え用として廃車発生品が15m標準車に流用された。
- K-16 / 汽車製造会社
- D-16 / 日本車輌製造

新造品であり、いずれもボールドウィンのBW 78-25-AA系を模倣した典型的なビルドアップ・イコライザー型台車である。本来は1ランク上の18m級車に適した寸法・耐荷重上限であり、大柄なMB-146-SFR/TFの装着はこのグループに限られた。

### ブレーキ
ブレーキは初期にはSME（非常直通ブレーキ）装備で竣工したが、比較的早い時期にJ動作弁使用のGE社系AVR(Automatic Valve Release)自動空気ブレーキ（制御管式）への換装が実施され、さらに後年、大運転用車を中心にM-2-B三動弁使用のAMM自動空気ブレーキ（元空気溜管式）への交換あるいは新造時より搭載が実施されている。

## 形式と変遷
1931年製作のモハ121形を皮切りに数多くの形式が存在し、形式改称や改造による変化もありその変遷は複雑である。ここでは戦後在籍した形式を中心に述べる。

### モハ121形
南海鉄道初の電車であった電1形からの鋼体化名義で同形式の台車と主電動機を流用し、19両が製作された。
台車はBrill 27-GE-1、主電動機はWH-101-H ×4で、ブレーキは当初SMEブレーキを装備したが、これは後にAVRブレーキに換装された。車体長を15m級に抑えても主電動機は出力不足であったため、全車とも1938年までに一旦電装解除して制御車化されている。なお、1933年に同型の車体を持つ制御車クハ715形が1両のみ製作されており、これと合わせた20両が初期型車体グループのすべてとなる。
- お召し列車への使用（1932年）

1932年（昭和7年）の陸軍大演習に際し昭和天皇の乗用に竣工直後の本形式が使用された。123に御座所を設けこれを124・126の2両で挟んで3両編成のお召し列車として運行された。

### モハ1251形
難波から当時高野線の終点であった高野下を経て、高野山電気鉄道線の極楽橋までの直通運転（大運転）に運用する目的で設計・製作された車両である。1938年に1次車が製作され、もっとも在籍数が多くなった1956年4月9日の時点で1251～83までの33両が在籍した。台車はビルドアップ・イコライザー型の汽車製造製K-16、主電動機は1251～76がMB-146-SFR ×4、1277～83がMB-146-TF ×4と南海線用中型車のモハ1201形と共通品を採用しており、ギア比は62:21、制御器は電力回生制動機能を備えた東洋電機製造製AUR-11であった。なお、1956年にクハ1831形を電装した1281～83は多段式のAUR-17-Nを当初から装備し、他の車両も順次多段式に改造された。また並行して速度向上のために誘導分路方式による弱め界磁段の2段切り替え化と、これによる平坦線でのスピードの引き上げも全車に対して行われた。
なお、初期新造の1251~1258はモハ2001形の昭和11年型に準じた扉間転換クロスシート車として製造されていたが、1253以外は戦時中にロングシート化され、残る1253もロングシート化済みの1255・1258と共に空襲で被災したため、一旦クロスシート車は消滅した。その後、後述の特急「こうや号」運行開始後に整備が実施され、専用車として指定された1251・1252・1254は再度転換クロスシート装備に復元されている。
1956年4月9日時点で、1251・52・54・56・57・59～61が戦前型車体、1253・55・58・62～83が戦後型車体であった。同年5月7日に1282・83がクハ1891形1894とともに紀伊細川～紀伊神谷間のトンネル内で1283からの発火により全焼、そのまま廃車となった。
- 特急「こうや」への使用

1951年から1961年まで、高野線の看板列車である特急「こうや」に本形式がクハ1900とともに使用された。詳細はこちらを参照されたい。

### モハ1321形
本形式は前述のモハ121形の電装解除車のうちの2両（122・121）及びクハ715形715の3両にモハ1251形と同等のMB-146-SFRを取り付けて電装したもので、当初は平坦線用のPC-14-Aを制御器としていたために形式が区分されてモハ1261形1261~1263として竣工、その後1939年に一旦主電動機を18m級車であるモハ1021・1051形と交換してWH-558-J6(1261)・GE-244-A（1262・1263）装備にスペックダウンしてモハ1021形（2代目）1021~1023となり、さらに1943年に高野線大運転車の需要増に伴い主電動機を新造のMB-146SFRに再び交換、制御器もAUR-11に換装の上で1321~3に改番された。戦災で1321・1323の2両を焼失したが、戦後別のモハ121形の電装解除車1両を再電装して2代目1321とした。最終的にはモハ1251形と同一仕様となったため、これと共通運用され、制御器改造や弱め界磁段の2段切り替え化も同様に施工された。

### モハ1051形
本形式は主に高野線の平坦区間（難波～三日市町間）で使用するために戦後の1949年に1051～57の7両が製作された。全車戦後型車体を有した。台車はJ.G.Brill製Brill 27-MCB-2、主電動機はGE-244-A×4個、ギア比は62:22、制御器はPC-14-Aであった。1969年に本形式が貴志川線に転用された際に1055は電装解除・運転台撤去してサハ1831形1833となって加太線所属となり、代わりにクハ1831形1837・44を電装し2代目1055及び1058として貴志川線所属とした。

### クハ1831形
モハ1051形と同様の目的で戦後に1831～44の14両が製作されたPC-14-A制御器対応の制御車で、全車戦後型車体を有した。1956年までに1831～34・38が電装されてモハ1251形に編入された。1969年に1835・36・39・43がクハ1801形1801～04に改番されてモハ1051形とともに貴志川線に転用され（同時に前述のとおり1837・44はモハ1051形に編入）、残った1840～42は運転台を撤去してサハ1831形となり、加太線で使用された。

### クハ1861形
1956年4月9日時点で1861～65の5両が在籍していた制御車である。5両ともモハ121形として製作された初期型の車体を有していた。戦後しばらくはPC-14-A制御器対応の平坦区間用であったが、1951年にAUR-11制御器対応に改造されモハ1251形・モハ1321形と組んで高野線の大運転に使用されるようになった。

### クハ1871形
本形式は主に高野線の大運転用に戦後の1949年に1871～75の5両が製作されたAUR-11制御器対応の制御車で、モハ1251形・モハ1321形と組んで使用された。全車戦後型車体を有した。製作後ほどなく1874・75は電装されてモハ1251形に編入された。1968年に1871・72は運転台を撤去、同時にPC-14-A制御器対応の平坦区間用に改造されてサハ1831形1831・32となり、ほどなく加太線に転用された。

### クハ1891形
1956年4月9日時点で1891～96の6両が在籍していたAUR-11制御器対応の高野線の大運転用制御車である。1891・94～96はモハ121形として製作された初期型の車体を有し、1892・93は戦後型車体を有した。1894は1956年5月7日にモハ1251形1282・83とともに焼失・廃車となった。

## 終焉
1973年に予定されていた架線電圧の昇圧（600V→1500V）に備えて6100系・22000系等の高性能車両が大量に増備される一方で、15m標準車は昇圧対象から外れて廃車されることとなり1960年代末から急速にその数を減じていった。
モハ1251形・モハ1321形等は、1970年11月のダイヤ改正以降、大運転の運用を21000系・22000系ズームカーに譲って平坦区間のみで使用されることが多くなっていたが、1971年1月23日に最後の営業運転を行い、2月から3月にかけて大半の車両が廃車となった。モハ1251・1274の2両のみ、荷物電車への改造が検討されていたため暫く残されたが、昇圧時に電車による荷物輸送を廃止する事になった為、1972年に廃車されて姿を消した。
一方、1969年に貴志川線に転用されたモハ1051形・クハ1801形は、早くも2年後の1971年にモハ1201形に置き換えられて廃車となった。また加太線に残ったサハ1831形も、1973年までに1521系に置き換えられて廃車となり、この時点で15m標準車はすべて姿を消した。
なお、1960年代後半に進められたATS取り付けに関連して、電動車の片側の運転台撤去や、制御車のすべての運転台撤去（付随車化・形式記号がクハ→サハに変更）が多くの車両に行われた。

## 譲渡・保存
1275・1892・1258の3両編成が南海の塗色・車番のまま1970年に水間鉄道に譲渡されたのが唯一の譲渡例である。しかしまもなくモハ1201形が大量に水間鉄道に譲渡されることとなったため、わずか2年ほど使用されたのみで廃車となった。
保存車は、中百舌鳥グリーンパークに1895と、浜寺公園に1261が静態保存された。しかし、いずれも屋外で保護柵もない状態の保存であったため荒廃し、現存しない。